# Henk Canne-Meijer
Hendrik (Henk) Canne-Meijer (Amsterdam, 30 december 1890 – aldaar, 28 december 1962) was een machinewerker, leraar en marxist die samen met andere radencommunisten de Groep van Internationale Communisten oprichtte. 

## Levensloop
Henk Canne-Meijer werd op 30 december 1890 geboren in de armste buurt van Amsterdam. Toen Henk 18 jaar oud was vertrok hij naar Duitsland om zijn vak beter te leren, maar werd daar eerst smokkelaar omdat hij geen woord Duits verstond en het erg moeilijk was om een baan te vinden. Uiteindelijk kreeg hij werk in Essen en werd hij metaalarbeider tot zijn 23ste levensjaar. Na zijn tijd als metaalarbeider verhuisde hij naar Zwitserland waar hij een jaar werkte als machinist op textiel- en breimachines. Hij zocht ander werk en emigreerde naar Italië, maar vond daar geen werk. Vanuit Genua stuurde het Nederlandse consulaat Henk per stoomboot naar Amsterdam omdat hij geen middelen had. Toen Henk in Nederland aankwam had hij niet de behoefte om zijn werk als machinist voort te zetten, en zocht hij naar een baan met meer vrije tijd zodat hij zichzelf kon ontwikkelen. Vanwege zijn vraag naar vrije tijd begon Henk te studeren voor leraar. Tijdens deze studie maakte Henk nog twee reizen naar Engeland en Duitsland om extra geld te verdienen. 
Henks eerste kennismaking met het socialisme kreeg hij door zijn vader, een SDAP'er, en als metaalarbeider bij de Vrije Metaalarbeidersbond. Als leraar was Henk ook lid van de lerarenbond en werd "helemaal meegesleurd in de reformistische gedachtegang". De Russische revolutie bracht Henk tot de CPH, en maakte hem enthousiast over de radenbeweging. Toen Rusland de radenbeweging "saboteerde" werd Henk achterdochtig. Hij verliet de CPH, alle vakbonden en vormde samen met andere communisten de KAPN. Henk was een van degenen die in november 1921 De Kommunistische Arbeider publiceerden, het orgaan van de KAPN. De komst van de Duitse revolutionair Jan Appel inspireerde Henk. Jan Appel had in de gevangenis grondig Het Kapitaal van Marx bestudeerd en kwam met veel aantekeningen de gevangenis uit. Over deze aantekeningen werden veel discussies gehouden door Nederlandse radencommunisten en zo werd ook een nieuwe groep gevormd, de Groep van Internationale Communisten (GIC). Van het originele manuscript – voortkomende uit Jan Appels aantekeningen – Grondbeginselen van communistische productie en distributie, maakte Henk een publicatie die een duidelijke taal sprak voor ongelezen arbeiders, een afrekening met burgerlijke en "socialistische" theoretici.  Jarenlang was zijn huis het centrum voor GIC-bijeenkomsten, waar ook artikelen voor de PIC (Persdienst GIC) werden besproken. 
Tijdens de Tweede Wereldoorlog was Henk Canne-Meijer betrokken bij hulp aan Joodse onderduikers in Amsterdam. Naast praktische hulp met o.a. voedselbonnen richtte hij zich specifiek op het geestelijk welzijn van de onderduikers. Veel onderduikers waren ernstig getraumatiseerd door verlies van familieleden en leefden in een geestelijk isolement. Henk probeerde dit te doorbreken door middel van voorlichting en onderwijs. Daarom ontwikkelde hij een lesprogramma met algemene onderwerpen op het terrein van geschiedenis, natuurkunde en biologie. Ook kwamen onderwerpen op psychologisch gebied aan de orde.  Een keer per week kwam Henk langs en gaf les en nam ook boeken mee. Na de oorlog vertelden verschillende onderduikers, dat ze hier veel steun door hadden ondervonden in hun grauwe en angstige onderduiktijd. 

Naast zijn werk in de arbeidersbeweging en zijn interesse in geschiedenis was Henk ook erg geïnteresseerd in biologie en natuurkunde. Henk heeft over deze onderwerpen ook veel ongepubliceerde teksten geschreven waaronder Van werkende dieren tot vrije mensen (dat volgens Ben Sijes zeer moderne psychologische opvattingen bevat over ons geestesapparaat), Opmerkingen over mens en maatschappij en Aantekeningen over het begrip energie. 
Hij was een van die standvastige revolutionairen die stilletjes de weg effende, dingen voor elkaar kreeg, mensen vormde, die op hun beurt hun kennis doorgaven aan anderen - Ben Sijes, Henk Canne-Meijer.
 Henk Canne-Meijer overleed op 28 december in Amsterdam waar hij ook werd begraven in het bijzijn van zijn vrouw en enkele kameraden. 
- Gemeinsame Normdatei: 1133501893
- Nederlandse Thesaurus van Auteursnamen: 128724250
- Virtual International Authority File: 24149717490610952212
- WorldCat: E39PBJxRCYyW3bqQgcqWBbh8md